# Бухаркент
Бухаркент (тур. Buharkent) — город в провинции Айдын Турции. Его население составляет 7097 человек (2009). Высота над уровнем моря — 119 м.